# Bertem
Bertem ist eine belgische Gemeinde in der Provinz Flämisch-Brabant. Sie besteht aus den Ortschaften Bertem, Korbeek-Dijle und Leefdaal.

## Wappen
Beschreibung: Im mit Gold und Blau gevierten Wappen im ersten Feld ein rotes Andreaskreuz und ein rotes Fünfblatt mit blauen  Butzen im vierten Feld gegenüber. Das zweite Feld zeigt einen goldenen Sparren von drei goldene Birnen begleitet und gegenüber drei Muscheln  (2,1) gestellt im dritten Feld.

## Sehenswürdigkeiten
Die romanische Kirche Sint-Pieters-Banden in Bertem wurde zwischen 950 und 1050 erbaut.

## Persönlichkeiten
- Lander Loockx (* 1997), Radrennfahrer